# 개같은 세상 (영화)
《개같은 세상》(Dog Day, Canicule)은 프랑스에서 제작된 이브스 보이셋 감독의 1984년 영화이다. 리 마빈 등이 주연으로 출연하였다.

## 출연

### 주연
- 리 마빈
- 미우 미우

### 조연
- 장 카르메
- 빅토르 라누
- 데이비드 베넨
- 그레이스 드 카피타니
- 앙리 가벳
- 쟝 호제 밀로
- 줄리엣 밀스
- 장 클로드 드레이퍼스
- Joseph Momo

## 기타
- 미술: 자크 더기드